# ルンディア (小惑星)
ルンディア (809 Lundia) は衛星を持つ小さなV型小惑星であり、フローラ族やバティスティーナ族に似た軌道を回っている。ドイツの天文学者マックス・ヴォルフがハイデルベルクのケーニッヒシュトゥール天文台で発見し、スウェーデンのルンドにあるルンド天文台にちなんで命名した。
V型小惑星であることから、もともとフローラ族であったのではなく、過去にベスタに衝突があった際に弾き飛ばされた2つの欠片であると推定されている。軌道はベスタから遠く離れているため、ベスタ族には含まれない。どうしてベスタから遠く離れたこのような軌道を回るようになったのかははっきり分からないが、他にもV型小惑星で元になった星から遠くの軌道を持つものが知られている。ヤルコフスキー効果と、木星や土星による非線形永年共鳴の相互作用による機構が提唱されている。

## 衛星
2005年9月18日から26日にかけてボロヴィエク天文台で行われた光度曲線の観測により、衛星が発見され、S/2005 (809) 1という仮符号が与えられた。相互掩蔽の際、ほぼ同じ光度の低下が観測されるため、衛星のサイズは小惑星とほぼ同じと考えられている。アルベドはベスタの0.4に近いと考えられ、これにより、直径は約 6 km と推測される。アルベドや密度が典型的な小惑星に近いとすると、約 12 km という非常に近い間隔で、互いの周りを15.4時間で公転していることになる。